# 平塚5遺体事件
平塚5遺体事件（ひらつか5いたいじけん）は、2006年（平成18年）5月1日から同月2日にかけ、神奈川県平塚市のアパートで新生児を含む計5人の遺体が見つかった事件。

## 概要

### 1984年の失踪事件
1984年（昭和59年）12月28日、神奈川県平塚市で6歳男児Tが自宅前で遊んでいるのを最後に行方不明となる事件が発生。母親O（当時33歳）は「買い物から帰ったらTが行方不明になっていた」と周囲に話し、捜索願を提出。Oはテレビに出演し、大々的に捜索を呼びかけたが成果はなかった。2002年頃からOは周囲に「Tは北朝鮮に拉致された」と主張するようになった。

### 2006年の遺体発見
2006年（平成18年）5月1日午前11時頃、Oが住んでいた神奈川県平塚市のアパートから、男性Y（Oの前夫（故人）の連れ子・当時35歳）と女性R（Oと前夫の実娘・当時19歳）（YとRは異母兄妹）の遺体を、Yの実母が発見。当初は無理心中と思われたが、捜査を進めていくうちに、翌日段ボール箱に乳児2人の遺体と男児1人の遺体が見つかり、計5人の遺体が確認されることになった。

### 捜査
遺体発見時、Yのすぐそばに「死にたい。Rと一緒になりたい」という内容の遺書らしきものがあった。そのため、「近親相姦の末による自殺」という筋書きが推理できないわけでもなかった。だが同時に、室内には母親Oが書いたと思われる「娘を殺してしまった」というメモが発見され、これにより事件は急展開を見せる。
2006年（平成18年）5月3日、神奈川県警捜査一課と平塚警察署は、2006年3月以降に神奈川県平塚市のアパートから行方を晦ましていたO（当時54歳）をRに対する殺人容疑で逮捕した。Rは2005年10月12日以降の目撃証言がなく、mixiの日記の更新も途絶えたことから、この時期に殺害されたと推測される。
10月12日以降、Rの知人がメールを送った際、Rの携帯から「入院していた」旨の返信が複数あったが、これらはOの生存偽装工作であると考えられた。残り3人の遺体もOの子供である可能性が高まり、5人の遺体は全員Oに殺害されたのではないかという疑いも持たれた。
しかし、Yに関しては遺書があったため2006年3月に自殺したと認定された。また、残り3人の遺体に関しては死後20年近く経過しているがすべてOの子供であり（乳児2遺体はRが生まれた前後に生まれている）、男児1人の遺体は1984年に捜索願が出されていた長男のTであることが判明。
この3遺体に関して母親であるOによる犯行嫌疑の側面から捜査をしたが、公訴時効の壁（殺人罪は15年・死体遺棄罪は3年）があったため、OはTと乳児2人の死に関しては刑事訴訟で裁かれることはなかった。また、Yの死体遺棄罪については、Yの自殺前からOがアパートを出た後に立ち入っていた形跡が確認できないとして、Oの起訴はされなかった。
Oは知人らに多額の借金の返済を迫られており追い詰められた状況にあったという。いずれにせよ生き残っているのがOのみである以上、関係者の証言としてはOの証言が第一に取り上げられるという問題があった（Oには元夫と内縁の夫がいたものの、2人とも事件発覚時には死亡している。なお元夫は自然災害に巻き込まれ災害死、内縁の夫は容疑者と関わっている最中に病没）。
2006年（平成18年）5月23日、横浜地検はRに対する殺人罪でOを起訴した。

## 裁判
2006年（平成18年）8月21日、横浜地裁（木口信之裁判長）で初公判が開かれ、Oは「自分は殺していない」と述べて起訴事実を否認、無罪を主張した。
2006年（平成18年）10月2日、第2回公判では「真犯人はYである」と主張した。
2007年（平成19年）5月21日、論告求刑公判が開かれ、検察側は「動機は判然としないが、子供の命を自己の所有物のように扱った」としてOに懲役17年を求刑した。
2007年（平成19年）7月23日、横浜地裁（大島隆明裁判長）で判決公判が開かれ「遺体を長期間放置し、周囲にRの生存を装うなど不自然。母親としての情愛を感じられない冷血な犯行。YにRを殺害する動機はない」として懲役12年の判決が言い渡された。殺害を仄めかすメモが重要な証拠となって有罪となったが、動機も不審死の真相も分かっていない状況である。Oは判決を不服として控訴した。
2008年（平成20年）10月23日、東京高裁（須田賢裁判長）は「被告は捜査段階で被害者の首を絞めたと認めているうえ、被害者との間に感情的な対立もあった」として一審・横浜地裁の懲役12年の判決を支持、控訴を棄却した。

## その他
- Rはmixiの会員であり、2005年10月12日までmixi上の日記（一部ではブログとも）に母親Oに対する不満などを綴っていたことが、マスメディアにより報じられた。前述の通りRの死亡推定日は、日記の更新がなくなった2005年10月12日とも一致している。mixiの普及度・浸透度を示す事例となった一方、情報の出所について様々な憶測を呼ぶ事態にもなった。本件以降、同様の事例において関係者のmixiの内容が取り上げられることも多くなった。